# Франсис Ха
„Франсис Ха“ (на английски: Frances Ha) е американски трагикомичен филм от 2012 година на режисьора Ноа Баумбах по негов сценарий в съавторство с Грета Гъруиг.
В центъра на сюжета е млада жена, която се опитва без успех да стане професионална танцьорка в Ню Йорк, и отношенията ѝ с нейна близка приятелка, която започва сериозна връзка с намерение да се омъжи. Главните роли се изпълняват от Грета Гъруиг и Мики Съмнър.
За ролята си във „Франсис Ха“ Грета Гъруиг е номинирана за „Златен глобус“ за най-добра актриса в мюзикъл или комедия.